# Bobino

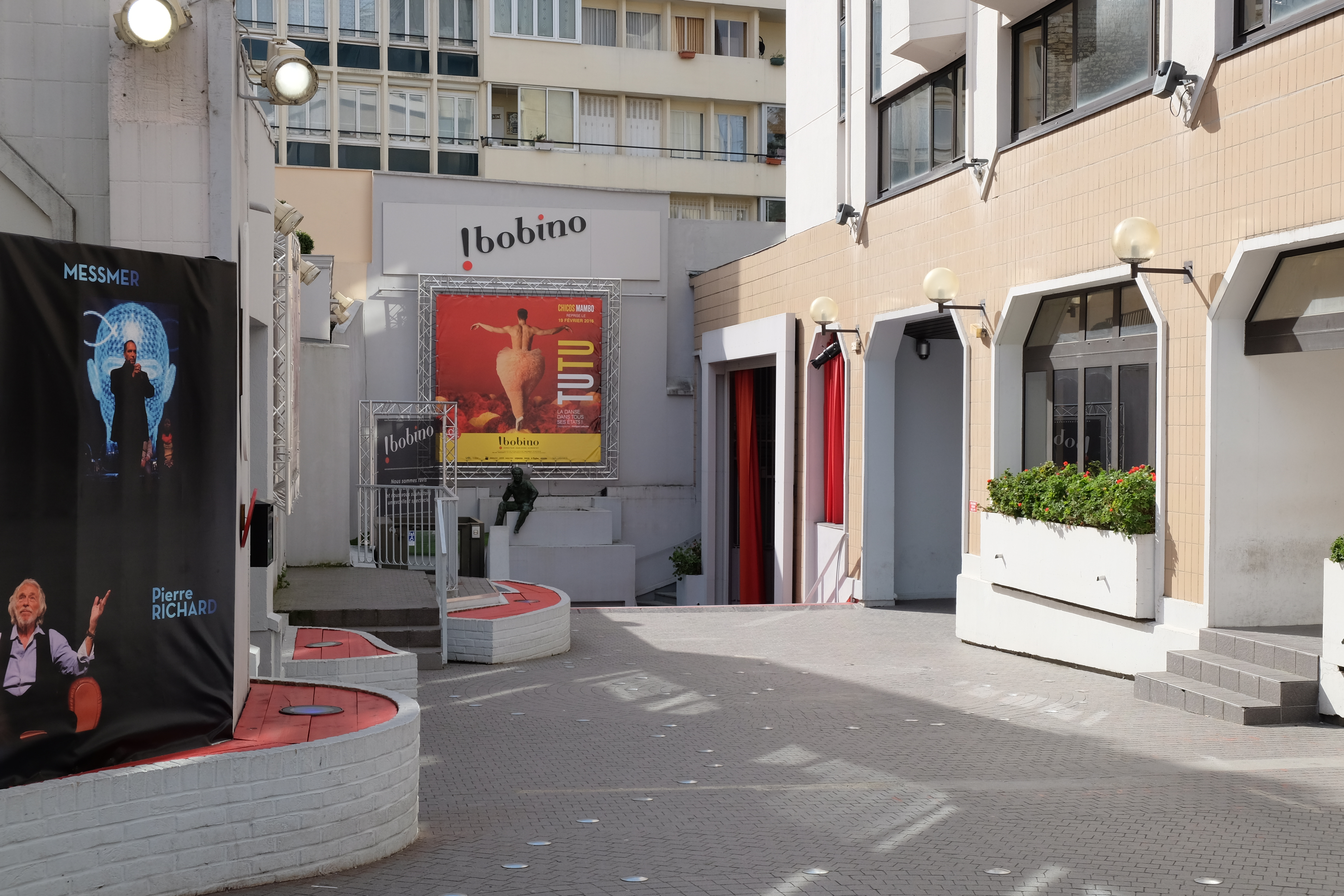
Eingang des Bobino in der Rue de la Gaîté in Paris

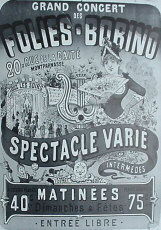
Veranstaltungsplakat des Folies-Bobino

Das Bobino ist eine Pariser Konzert- und Theaterbühne, die im Jahr 1873 gegründet wurde und insbesondere Mitte des 20. Jahrhunderts eine bekannte Music Hall war, in der viele Stars der französischen Chanson-Szene auftraten. Das Gebäude liegt in Montparnasse in der Rue de la Gaîté, im 14. Arrondissement von Paris.
Das Bobino ist nicht zu verwechseln mit dem ehemals an der Pariser Rue Madame gelegenen Théâtre du Luxembourg, das manchmal nach seinem ersten Besitzer, dem Clown und Puppenspieler Bobino, genannt wurde.

## Geschichte
Das Bobino wurde im Jahr 1873 unter dem Namen Les Folies-Bobino eröffnet. Der Name nahm Bezug auf den populären Clown und Puppenspieler Bobino, ohne dass er in einem direkten Bezug zu dem neuen Veranstaltungsort stand, der vor allem Gesangsdarbietungen diente. Der Zuschauerraum bot Platz für 600 Personen, angeschlossen waren ein Restaurant und ein Garten. 1927 wurde ein prächtig ausgestatteter Saal für 1100 Zuschauer gebaut. Im frühen 20. Jahrhundert traten hier Künstler wie Alibert, Montéhus, Polaire, Mistinguett, Eugénie Buffet, Félix Mayol, Georgius, Yvette Guilbert, Damia, Mireille, Reda Caire und Tino Rossi auf.
Ab 1936 wurde das Bobino unter seinem neuen Eigentümer, Alcide Castille, zu einer der führenden Music Halls von Paris und präsentierte Programme von Jean Sablon (1936), Léo Marjane (1938), Rina Ketty (1939), André Dassary, Lucienne Delyle (1941), Yves Montand (1944), Line Renaud, Henri Salvador, Pierre Dudan (1947), Les Frères Jacques (1949), Juliette Gréco (1951), Georges Brassens, Gilbert Bécaud (1953), Jacques Brel, Fernand Raynaud (1955), Marcel Amont (1956) und Léo Ferré (1958).
Im Jahr 1958 übernahm Félix Vitry die Leitung des Bobino und ließ es restaurieren. Die Bühne bot nun hauptsächlich Chanson-Autoren der Rive Gauche Auftrittsmöglichkeiten, darunter Ricet Barrier, Barbara, Anne Sylvestre, Colette Renard, Mouloudji, Claude Nougaro, Henri Tachan, Georges Moustaki, Serge Reggiani sowie den deutschen Sängern Frédérik Mey (Reinhard Mey) und Eva.
Das Bobino blieb bis zu Vitrys Tod im Jahr 1973 ein viel besuchter Auftrittsort, danach verblasste sein Ruhm. 1983 musste es schließen, ehe es 1991 unter der Bezeichnung Studio Bobino als Konzert- und Theatersaal wieder eröffnete. Im Jahr 2006 änderten sich mit dem Besitzer erneut Name und Konzeption: Das neue Bobin’o präsentierte sich als Varietétheater, in dem zugleich gespeist werden konnte. 2010 eröffnete das Bobino abermals als Konzertbühne, auch für Musicals und Comedy, mit 800 Zuschauerplätzen.